# Sat Bătrân
Sat Bătrân – wieś w Rumunii, w okręgu Caraș-Severin, w gminie Armeniș. W 2011 roku liczyła 391 mieszkańców. 